# 陸性率
陸性率，又称大陸度，是用來量度大陸性氣候及海洋氣候之間的分別，即在陸地與海洋上溫度的上升幅度差別。這種差別是因陸地較低的比熱容及蒸發率。
陸地表面的加熱或冷却只在一薄層上發生，其深度取決於陸地傳熱的能力。 最大的溫度改變在乾旱及砂質土壤中出現，這是由於其傳導能力較差，只有非常少的有效比熱容，且沒有水氣蒸發。目前有效比熱容最高的是水面，因近水面混水的情況，及太陽熱量輻射直達水中幾米。再者，在海洋中約90%的輻射都被用作蒸發，故此海水溫度改變得很慢。
靠近海洋的地點，視乎盛行風向及強度，其陸性率的影響較為溫和。 不過，每個大洲邊緣的地方都會受到北行或南行洋流的影響。在大部份地方，陸性率可以解釋平均氣溫及1月至7月間氣溫的改變。